# Erik Almlöf
Erik Almlöf (Suecia, 20 de diciembre de 1891-18 de enero de 1971) fue un atleta sueco, especialista en la prueba de triple salto en la que llegó a ser medallista de bronce olímpico en 1920.

## Carrera deportiva
En los JJ. OO. de Estocolmo 1912 ganó la medalla de bronce en el triple salto, llegando hasta los 14.17 metros, tras sus compatriotas los también suecos Gustaf Lindblom (oro con 14.76 m) y Georg Aberg (plata).
Ocho años después, en los JJ. OO. de Amberes 1920 volvió a ganar la medalla de bronce en el triple salto, llegando hasta los 14.27 metros, siendo superado por el finlandés Vilho Tuulos (oro con 14.505 metros) y por su paisano sueco Folke Jansson (plata con 14.48 metros).